# 一ノ瀬瑠菜
一ノ瀬 瑠菜（いちのせ るな、2007年〈平成19年〉2月26日 - ）は、日本の女性アイドル、グラビアアイドル。女性アイドルグループシャルロットのメンバー。愛称は、るたん。
埼玉県出身。ユースプロダクション所属。

## 略歴
小学5年生のころ、母と原宿へ遊びに行っていたところをスカウトされ、前の事務所に入所。女優を目指し演技レッスンをしていたが、なかなかオーディションに受からず、中学2年生で事務所を退所。
その後、今の事務所であるユースプロダクションに所属することとなり、高校1年生の2022年10月に事務所のメンバーとアイドルグループ「PLATONiCK SOLID」としてデビュー。「PLATONiCK SOLID」は運営事務所との方向性の違いから2023年1月に活動終了。同じメンバーにて「シャルロット」を結成し、2023年2月18日にデビューライブを実施。
2023年3月6日には『週刊プレイボーイ』に初水着グラビアが掲載（撮影：カノウリョウマ）。
2023年5月、『ミスマガジン2023』ベスト16に選出され、同年8月29日、ミスマガジン2023読者特別賞を受賞。
2024年5月27日、『週刊ヤングマガジン』にて初のソロ表紙・巻頭グラビアが掲載（撮影：西村康）。
2024年9月20日、『週刊ビッグコミックスピリッツ』にソロ表紙・巻頭グラビアが掲載（撮影：唐木貴央）。
2024年11月25日、『週刊プレイボーイ』にソロ表紙・巻頭グラビアが掲載（撮影：カノウリョウマ）。
2024年12月4日、『週刊少年マガジン』にソロ表紙・巻頭グラビアが掲載（撮影：三瓶康友）。
2024年12月23日、『週刊ビッグコミックスピリッツ』にソロ表紙・巻頭グラビアが掲載（撮影：LUCKMAN）。
2025年2月21日、『週刊ビッグコミックスピリッツ』にソロ表紙・巻頭グラビアが掲載（撮影：LUCKMAN）。
2025年2月25日、自身初となる紙の写真集「一ノ瀬瑠菜 1st写真集『MOIS』」（撮影：LUCKMAN）が小学館より発売。
シャルロットのメンバーとしてアイドル活動を続けながら、グラビアアイドルとして各誌に掲載されるなど、精力的に活動している。

## 人物
- 憧れの女優は有村架純。作品毎にいろんな役を演じきることと、姉に似ていて身近に感じていたため[6]。
- 高校1年生のころ、学校に馴染めず転校することになる。このことを事務所の社長に相談する中で、アイドル活動を提案され、現在はアイドルグループ「シャルロット」のセンター白色担当として活動中。
- グラビア活動については、事務所の先輩である岡本杷奈のきれいでかっこいい姿を見ていたため、あまり抵抗はなかった[5]。
- ミスマガジン2023ベスト16に選出されたが、審査内容に苦手な配信があったため自信はなかったものの、読者特別賞を受賞している[13]。この受賞により、ユースプロダクションとしてはミスマガジン2022審査員特別賞の藤本沙羅に続く2年連続受賞となった。
- 『週刊ヤングマガジン』にて念願の初ソロ表紙を飾ったが、ミスマガ任期中に読者特別賞のメンバーがソロでヤンマガの表紙を飾るのは史上初。
- ミスマガジン2023のメンバーとはお互いの家にお泊まりするなど、公私共に仲が良い。ミスマガラジオの最終回[動画 1]やミスマガジン2024グランプリ発表記者会見では寂しさで泣いてしまう一面も。
- 好きな動物はインコで、オカメインコを飼っている。名前はムサシ[1]。
- 特技はギターの弾き語り。ミスマガジン2023ベスト16お披露目イベントでも特技としてDIALUCK「セーシュン」のサビ部分を披露した[動画 2]。
- 小学2年生から4年生くらいまでの約3年間、学校の野球チームに所属。このほか同期時にハンドボール、剣道も習っており、小学生のころは運動を得意としていた[14]。
- 好きな食べ物は辛ラーメンとじゃがりこ（じゃがいも系のお菓子）、グミ、ラスク[15]。豆腐、味噌汁[1]。
- MBTIはESTP[15]。
- 愛称は「るたん」[1]だが、シャルロット公式Xアカウントから一ノ瀬瑠菜のグラビア活動に関するポストがある場合のみ「のせさん」という愛称が使用される。またライブの曲中コールは「るなちゃん」。

## 出演

### 映画
- 『TELL ME 〜hideと見た景色〜』（2022年7月8日公開、KADOKAWA）
- 『代々木ジョニーの憂鬱な放課後』（2025年公開予定、SPOTTED PRODUCTIONS）[16] - 神楽 役

### CM
- 任天堂 Nintendo Switch Fit Boxing Presents HOP! STEP! DANCE! フタバ編（2023年12月 - 、イマジニア）[17] - フタバ 役

### MV
- 加藤結『グレー・ハート』（2025年）

### ラジオ
- アイドルスクランブル（2023年1月28日 - 2023年3月11日、渋谷クロスFM） - アシスタントMC・シャルロット
- フレッシュチャンネル（2023年2月27日、渋谷クロスFM）[18] - ゲスト
- ステラ☆HAPPY Style! ～森山小百合とお友達になってくれますか？～（2023年3月23日、ふくろうFM）[注 1] - ゲスト
- 矢倉楓子と安田叶のkawaii land（2023年4月8日 - 2023年9月9日、渋谷クロスFM） - アシスタント・シャルロット
- 講談社 presents ミスマガ放課後RADIO!（2023年5月18日、渋谷クロスFM）[19] - ゲスト[注 2][動画 3]
- 講談社 presents ミスマガ放課後RADIO!（2023年9月7日 - 2024年8月15日、渋谷クロスFM）[19] - ミスマガジン2023

### Webメディア
- dearloulou〜ディアールル〜選抜ガール（2023年7月15日、撮影：伊藤翔）[20]
- ヤンマガWeb ミスマガジン2023BEST16特設サイト（2023年5月15日）[21] - ミスマガジン2023ベスト16
- ヤンマガWeb ヤンマガアザーっす！（2023年9月4日 - ）[22]
- ヤンマガWeb ミスマガのアソビバ！（2023年9月29日 - 2024年8月30日）[23]
- トウキョウ・ワンロール #9_一ノ瀬瑠菜@金町（2024年10月15日、撮影：永井洋介）[24]
- ヤンマガWeb ミスマガのツドイバ！（2025年1月5日 - 19日）[25]
- 週プレプラス！＋Special「18歳のスタートライン」（2025年4月1日 - 30日、撮影：佐藤裕之）[26]

### イベント
- ミスマガジン2023ベスト16お披露目イベント（2023年5月9日、都内某所）[7] - ミスマガジン2023ベスト16
- ミスマガジン2023グランプリ発表イベント（2023年8月29日、都内某所）[8] - ミスマガジン2023
- 立川市 交通安全市民のつどい（2023年9月16日、たましんRISURUホール）[27] - 一日警察署長・シャルロット
- 「さよならエリュマントス」舞台挨拶（2023年10月31日、アップリンク吉祥寺）[28] - 麻倉瑞季,藤本沙羅,一ノ瀬瑠菜,吉井しえる
- ミスマガジン2024ベスト16お披露目イベント（2024年5月14日、都内某所）[29] - ミスマガジン2023,ミスマガジン2024ベスト16
- 「さよならエリュマントス」Blu-ray発売記念 ＆「代々木ジョニーの憂鬱な放課後」クランクイン直前 トークライブ feat.ミスマガジン2022-2023（2024年8月15日、Loft9 Shibuya）[30] - ミスマガジン2022,ミスマガジン2023
- ミスマガジン2024グランプリ発表イベント（2024年8月28日、都内某所）[31] - ミスマガジン2023,ミスマガジン2024
- 札幌コレクション 2024 AUTUMN/WINTER（2024年10月14日、グランドメルキュール札幌大通公園）[32] - GUEST
- 「違う惑星の変な恋人」Blu-ray発売記念 ＆「代々木ジョニーの憂鬱な放課後」クランクアップ記念イベント Night Falls On KCU #1（2024年10月15日、Loft9 Shibuya）[33] - ミスマガジン2023
- 一ノ瀬瑠菜2025年カレンダー発売イベント（2024年10月27日、ブックファースト新宿店）[34][35][36][37][38]
- 一ノ瀬瑠菜 週刊プレイボーイ50号掲載記念オンラインサイン会（2024年11月28日）[39][40][動画 4]
- 「代々木ジョニーの憂鬱な放課後」クラウドファンディング支援者向け完成披露試写（2025年1月26日、ユーロライブ） - ミスマガジン2023
- 一ノ瀬瑠菜1st写真集『MOIS』発売記念イベント（2025年3月1日、ブックファースト新宿店）[41][42][43][44][45]
- 一ノ瀬瑠菜1st写真集『MOIS』発売記念オンラインサイン会（2025年3月4日）[46][動画 5]
- over print satan POP UP STORE 4DAYS（2025年3月21日、over print OSAKA）[47] - ゲストスタッフ
- 『美女ライン』vol.1発売記念!! 一ノ瀬瑠菜お渡し会（2025年3月22日、ふれあい貸し会議室 渋谷幸和）[48]
- 一ノ瀬瑠菜 『美女ライン』vol.1 デジタルフォトブックオンラインサイン会（2025年3月22日）[49]
- KCU plus ONE『代々木ジョニーの憂鬱な放課後』舞台挨拶（2025年3月24日、新宿武蔵野館） - 西尾希美,一ノ瀬瑠菜,加藤綾乃,吉井しえる
- 超十代 -ULTRA TEENS FES- 2025 10th Anniversary presented by docomo（2025年3月26日、国立代々木競技場第一体育館）[50] - 超十代実行委員
- KCU plus ONE『代々木ジョニーの憂鬱な放課後』舞台挨拶（2025年4月10日、新宿武蔵野館） - 松田実桜,西尾希美,一ノ瀬瑠菜,加藤綾乃,吉井しえる
- 加藤結『グレー・ハート』 MV先行試写会＆ミニトークショー（2025年4月11日、ABCラボ）[51] - 加藤結,一ノ瀬瑠菜
- 一ノ瀬瑠菜 デジタル写真集「この世界のどこかで」発売記念オンラインサイン会（2025年6月18日）
- 一ノ瀬瑠菜 週刊プレイボーイ35号表紙記念オンラインサイン会（2025年8月22日）

### Web動画
- バラッチェ Vol.13（2023年3月29日、YouTube）[動画 6]  - ゲスト・シャルロット
- アイドルは嘘ついている!? with T（2023年4月28日、笑や、SHOWROOM）[52] - ゲスト
- 君の最推しを決めろ!ミスマガジン2023ベスト16発表記念 スペシャルLIVE!!（2023年5月9日、YouTube）[動画 3] - ミスマガジン2023ベスト16
- 二人の絆が勝負のカギ！群雄割拠の芸能界を生き残れ！ミスマガサバイバル！（2023年8月29日、YouTube）[動画 7] - ミスマガジン2022,ミスマガジン2023
- ☆シャルロット Presents☆シャルロットのただいま、お話しチュ～（2024年2月17日 - 、WALLOP放送局、WALLOP【第1回 - 第3回】→YouTube【第4回 - 】） - シャルロット
- SHAKE UP WALLOP 月曜日（2024年3月25日、WALLOP放送局、WALLOP）[動画 8] - ゲスト・シャルロット
- 君の最推しを決めろ！ミスマガジン2024 ベスト16発表記念 YouTube Live（2024年5月14日、YouTube）[動画 9] - ミスマガジン2023,ミスマガジン2024ベスト16
- @JAM応援宣言!”@JAM THE WORLD”（2024年8月12日、ミクチャ） - ゲスト
- 『ミスマガジン2024 グランプリ発表記念 スペシャルYouTube Live』（2024年8月28日、YouTube）[動画 10] - ミスマガジン2023,ミスマガジン2024

### その他
- 明治ブルガリアヨーグルト 50周年記念PR
- 一ノ瀬瑠菜×PIKO KAILAコラボアイテム[53][動画 11]
- 「over print」WEBカタログモデル（2024年12月 - ）[54]

## 作品
- シャルロット（在籍：2023年2月18日 - ）

### 写真集
- 一ノ瀬瑠菜1st写真集『MOIS』（2025年2月25日、小学館、撮影：LUCKMAN）[55]

### カレンダー
- 一ノ瀬瑠菜 2025年カレンダー（2024年10月26日、トライエックス、撮影：井ノ元浩二）[56][35][36][37][38][57]

### フォトブック
- 『美女ライン』vol.1（2025年3月22日、撮影：横山マサト）

### デジタル写真集
- 週プレ PHOTO BOOK（集英社）
  - 一ノ瀬瑠菜写真集「いちごと春」（2023年3月6日、撮影：カノウリョウマ）[6][58]
  - 一ノ瀬瑠菜写真集「LUCKY DAYS」（2024年11月25日、撮影：カノウリョウマ）[14]
  - 一ノ瀬瑠菜『週プレプラス！』アザーカット集「最強すぎる18歳～prologue～」（2025年4月7日、撮影：佐藤裕之）[59][60]
  - 一ノ瀬瑠菜写真集「HAPPY ISLAND」（2025年8月1日、撮影：カノウリョウマ）[14]

- ヤンマガデジタル写真集 ヤンマガアザーっす！（講談社）
  - ミスマガジン2023 1＜YM2023年40号未公開カット＞（2023年11月3日、撮影：藤本和典,カノウリョウマ）[61][62] - ミスマガジン2023
  - ミスマガジン2023 2＜YM2023年41号未公開カット＞（2023年11月3日、撮影：藤本和典,カノウリョウマ）[63] - ミスマガジン2023
  - ミスマガジン2023 1&2【70P完全版】＜YM2023年40号・41号未公開カット＞（2023年11月3日、撮影：藤本和典,カノウリョウマ）[61][64] - ミスマガジン2023
  - ミスマガジン2023【大増量版 全100P】＜YM2024年4/5号未公開カット＞（2024年2月2日、撮影：LUCKMAN）[65][66] - ミスマガジン2023
  - 一ノ瀬瑠菜 加藤綾乃 吉井しえる（ミスマガジン2023）【増量版 全50P】＜YM2024年12号未公開カット＞（2024年4月12日、撮影：LUCKMAN）[67][68] - 一ノ瀬瑠菜,加藤綾乃,吉井しえる
  - 一ノ瀬瑠菜【増量版 全50P】＜YM2024年26号未公開カット＞（2024年7月12日、撮影：西村康）[9][69]
  - ミスマガジン2023【大増量版　全100P】＜YM2024年36/37号未公開カット＞（2024年10月18日、撮影：Takeo Dec.）[70][71] - ミスマガジン2023
  - 一ノ瀬瑠菜 加藤綾乃 吉井しえる 尾茂井奏良 大西陽羽 古田彩仁【増量版 全50P】＜YM2025年2/3号未公開カット＞（2025年3月14日、撮影：LUCKMAN）[72][73] - 一ノ瀬瑠菜,加藤綾乃,吉井しえる,尾茂井奏良,大西陽羽,古田彩仁

- ヤンマガデジタル写真集 ミスマガのアソビバ！（講談社）
  - 一ノ瀬瑠菜【増量版 全50P】ミスマガジン2023ソログラビアSP！4（2023年12月29日、撮影：藤本和典,カノウリョウマ）[74][75]
  - 一ノ瀬瑠菜【増量版 全50P】ミスマガジン2023×食欲（2024年1月12日、撮影：岡本武志）[76][77]
  - 一ノ瀬瑠菜【増量版 全50P】もしミスマガがメイドだったら!?（2024年2月9日、撮影：桑島智輝）[78][79]
  - 一ノ瀬瑠菜【増量版 全50P】ミスマガのメンバーがフィットネスに挑戦！（2024年3月15日、撮影：西村康）[80][81]
  - 一ノ瀬瑠菜【増量版 全50P】レトログラビア（2024年5月3日、撮影：岡本武志）[82][83]
  - 一ノ瀬瑠菜【増量版 全50P】「スパイ&アサシン」（2024年6月14日、撮影：まくらあさみ）[84][85]
  - 一ノ瀬瑠菜【増量版 全50P】雨の日の過ごし方（2024年8月2日、撮影：高橋慶佑）[86][87]
  - 一ノ瀬瑠菜【増量版 全50P】なつやすみ！（2024年9月6日、撮影：U-YA）[88][89]
  - 一ノ瀬瑠菜 2023未公開傑作選SP！（2024年10月4日、撮影：岡本武志,西村康,U-YA,高橋慶佑,まくらあさみ,桑島智輝）[90][91]

- スピ/サン グラビアフォトブック（小学館）
  - 一ノ瀬瑠菜 White Charlotte（2024年12月11日、撮影：唐木貴央）[10][92]
  - 一ノ瀬瑠菜 Pink splash（2024年12月11日、撮影：唐木貴央）[93][94]

- FLASHデジタル写真集（光文社）
  - 一ノ瀬瑠菜 あの夏を忘れない（2024年12月24日、撮影：細居幸次郎）[95]
  - 一ノ瀬瑠菜 この世界のどこかで（2025年6月10日、撮影：桑島智輝）

- BRODYデジタル写真集（白夜書房）
  - 一ノ瀬瑠菜「一緒に入ろ？」（2025年1月31日、撮影：佐野円香）[96][97]
- ヤングガンガンデジタル限定写真集（スクウェア•エニックス）
  - 一ノ瀬瑠菜「美少女」（2025年5月16日、撮影：U-YA）
- ヤングチャンピオン デジグラ(秋田書店)
- 一ノ瀬瑠菜「ねえ、聴いて。」（2025年8月1日、撮影：東京祐）

- ヤンマガデジタル写真集 ミスマガのツドイバ！（講談社）
  - 一ノ瀬瑠菜 古田彩仁【増量版 全100P】〈ペアグラビア〉（2025年3月14日、撮影：熊谷貫）[98] - 一ノ瀬瑠菜,古田彩仁
  - 一ノ瀬瑠菜【増量版 全50P】〈ソログラビア〉（2025年3月14日、撮影：熊谷貫）[99]

### 楽曲
- 『DanDanキラリ』（2024年5月14日、作詞：カイザー恵理菜,作曲：吉岡大地,編曲：井尻希樹(agehasprings Party)）[100] - ミスマガジン2023